# ローレ・ヒリス
ローレ・ヒリス（Lore Gillis、女性、1988年11月29日 - ）は、ベルギーの女子バレーボール選手。ポジションはオポジット。ベルギー代表。

## 来歴
2006年よりベルギー代表でプレーし、2007年の欧州選手権に出場した。2013年のヨーロッパリーグで銀メダル、同年9月の欧州選手権では銅メダルを獲得した。
2014年、ワールドグランプリに出場した。

## 球歴
- 欧州選手権 - 2007年、2013年
- ワールドグランプリ - 2014年

## 所属クラブ
- VC Hechtel（2005-2007年）
- Datovoc Tongeren（2007-2008年）
- VDK Gent Dames（2008-2012年）
- VC Oudegem（2012-2017年）
- Jaraco As（2018-2019年）
- Jaraco LVL As/Tongeren（2019-2021年）
- KVC LensOnline Genk（2023-）